# Kachighatta, Arsikere
Kachighatta là một làng thuộc tehsil Arsikere, huyện Hassan, bang Karnataka, Ấn Độ.